# Bataille de Blain
Batailles
- Messac (843)
- Blain (843)
- Ballon (845)
- Jengland (851)
- Brissarthe (866)
- Trans-la-Forêt (939)
- Conquereuil (992)

La bataille de Blain eut lieu le 24 mai 843 et vit la victoire des troupes bretonnes sur les troupes franques aussitôt après leur défaite à la bataille de Messac.
Ce renversement de situation est dû à un effet de surprise évident.

## La bataille de Messac
Selon la Chronique de Nantes, le comte de Nantes Renaud d'Herbauges, craignant les attaques des Bretons de Nominoë et de son allié Lambert II de Nantes, réunit une armée de Nantais et de Poitevins puis vint à la rencontre des troupes bretonnes à Messac. Il y défit la partie de l'armée bretonne qui avait franchi la Vilaine. 
Plusieurs sources (voir Dom Morice, Réginon de Prüm) mentionnent la possibilité que Nominoë était alors atteint par une maladie assez grave et que le commandement des troupes dirigées contre la région nantaise, fut confié à son fils uniquement.

## La bataille de Blain
Renaud, s'imaginant l'ennemi complètement hors de combat, reprit la direction de Nantes. Arrivé à Blain, il s'arrêta pour faire reposer ses soldats. Chef et soldats étaient là, indique la Chronique de Nantes, étendus sur l'herbe près des bords de l'Isac, dans le plus complet abandon, lorsque soudain une troupe nombreuse se jeta sur eux : c'était le fameux Lambert II de Nantes que le roi Charles le Chauve avait chassé de Nantes.
Lambert avait fait alliance avec les Bretons. Attendant l'arrivée des Bretons de l'évêché d'Aleth, il n'avait pas pu rejoindre l'armée de Nominoë et participer à la bataille de Messac. Mais apprenant la défaite de Messac, Lambert, à la tête de soldats rassemblés dans le pays de Rennes, avait chevauché en toute hâte en direction de Blain. Il y surprit les Nantais désarmés, et en fit un grand carnage. Lui-même, de sa propre main tua le comte Renaud : c'était le 24 mai 843. Cette victoire bretonne, suivie d'autres, conduisit en 851, au traité d'Angers, par lequel les pays nantais et rennais devenaient possession de la Bretagne. La viguerie de Retz qui faisait jusqu'alors partie intégrante de l'Herbauges fût, elle aussi, intégrée à la Bretagne.